# 林美群
林美群（1948年—），祖籍广东，生于印度尼西亚，中国前女子乒乓球运动员。她曾获得1971年世界乒乓球锦标赛女子团体亚军、1973年和1975年世界乒乓球锦标赛女子双打亚军。

## 家庭
丈夫是乒乓球运动员郗恩庭。